# ساگارا یوریفوسا
ساگارا یوریفوسا، ساگارا ناگاتسونه (به ژاپنی: 相良 頼房 さがら よりふさ Sagara Yorihusa); ۲۵ مهٔ ۱۵۷۴ – ۱۵ ژوئیهٔ ۱۶۳۶)،   (相良 長毎)دایمیو در ولایت هیگو، سامورایی در دوره سنگوکو و دوره آزوچی-مومویاما، اهل ژاپن بود. وی یکی از فرماندهان در تهاجم ژاپن به کره (۱۵۹۸–۱۵۹۲) بود.